# Dermestes larvalis
Dermestes larvalis is een keversoort uit de familie spektorren (Dermestidae). De wetenschappelijke naam van de soort werd in 1917 gepubliceerd door Cockerell.